# Ácido 5-metoxindolacético
El ácido 5-metoxindolacético es un miembro de la clase de ácidos indol-3-acéticos en los que el hidrógeno en la posición 5 del ácido indol-3-acético ha sido reemplazado por un grupo metoxi. Tiene un papel como metabolito de Brassica napus, metabolito urinario humano, agente antibacteriano, metabolito xenobiótico marino, agente cancerígeno y metabolito de rata. Es un miembro de los ácidos indol-3-acético y un éter aromático.